# Matías Campos (Fußballspieler, 1991)
Matías Rodrigo Campos López (* 18. August 1991 in Santiago) ist ein chilenischer Fußballspieler auf der Position eines Stürmers.

## Karriere
Matías Campos begann seine Karriere 2009 bei Audax Italiano. Nach einer ersten Leihstation bei Deportes Iberia 2010/11 folgte für den Mittelstürmer eine gute Saison in der B-Mannschaft von Audax, die in der Segunda División spielte. Bis 2017 stand er bei Audax unter Vertrag, allerdings wurde er mehrfach verliehen. 2017 folgte dann der endgültige Wechsel zu San Marcos. 2018 lief er für den CD Palestino auf und erzielte 14 Tore in 27 Ligaspielen. So bekam er ein Angebot von Universidad de Chile, wo er allerdings 2019 kein gutes Jahr hatte und wieder zu Palestino zurückkehrte. Im Februar 2021 gab Everton die Verpflichtung von Campos bekannt.

## Erfolge
Palestino
- Chilenischer Pokalsieger: 2018